# Alison Dunlap
Pour les articles homonymes, voir Dunlap.
Alison Dunlap, née le 27 juillet 1969 à Denver, est une coureuse cycliste américaine. Elle est notamment championne du monde de cross-country 2001 et elle a remporté le classement général de la Coupe du monde de cross-country 2002.
Elle est intronisée au Temple de la renommée du cyclisme américain en 2015.

## Palmarès en cross-coutry VTT
| Épreuve / Édition          | 1997   | 1998 | 1999   | 2000 | 2001 | 2002 | 2003 | 2004 | 2005 |
| Jeux olympiques            |        |      |        | 7e   |      |      |      |      |      |
| Championnat du monde       | 7e     | 5e   | 4e     | 6e   | Or   |      |      | 7e   |      |
| Coupe du monde (victoires) | 5e (1) | 7e   | 4e (1) | 2e   | 6e   | 1re  |      | 8e   |      |
| Jeux panaméricains         |        |      | Or     |      |      |      |      |      |      |
| Championnat des États-Unis |        |      | Or     |      |      | Or   |      | Or   |      |

## Palmarès sur route
- 1993
  - 5e étape du Women's Challenge
  - 2e étape du Omloop van 't Molenheike
  - 1re étape du Bisbee Tour
  - 3e du championnat des États-Unis sur route
- 1994
  - 1re et 4e étapes du Tour de Thuringe
  - Tour de Thuringe
  -  Médaillée de bronze du championnat du monde du contre-la-montre
- 1996
  - 2e étape du Redlands Bicycle Classic
  - Redlands Bicycle Classic
  - 3e étape du Women's Challenge
  - 7e étape de La Grande Boucle féminine internationale
  - 2e du championnat des États-Unis du contre-la-montre
  - 3e du championnat des États-Unis sur route
- 1997
  - 4e étape du Women's Challenge
  - 3e du Redlands Bicycle Classic
- 1998
  - Grand Prix féminin du Canada
  - 3e du Redlands Bicycle Classic
- 1999
  - 4e étape du Redlands Bicycle Classic
  - 2e du Redlands Bicycle Classic
- 2000
  - 1re et 2e étapes du Redlands Bicycle Classic
  - Redlands Bicycle Classic
- 2001
  - 3e étape du Women's Challenge
  - 3e du Redlands Bicycle Classic

## Palmarès en cyclo-cross
| Épreuve / Édition          | 1996/1997 | 1997/1998 | 1998/1999 | 1999/2000 | 2000/2001 | 2001/2002 | 2002/2003 | 2003/2004 |
| Championnat du monde       |           |           |           | 5e        | 4e        |           | 5e        |           |
| Championnat des États-Unis | Bronze    | Or        | Or        | Or        | Or        | Or        |           | Or        |